# Liste von Automuseen

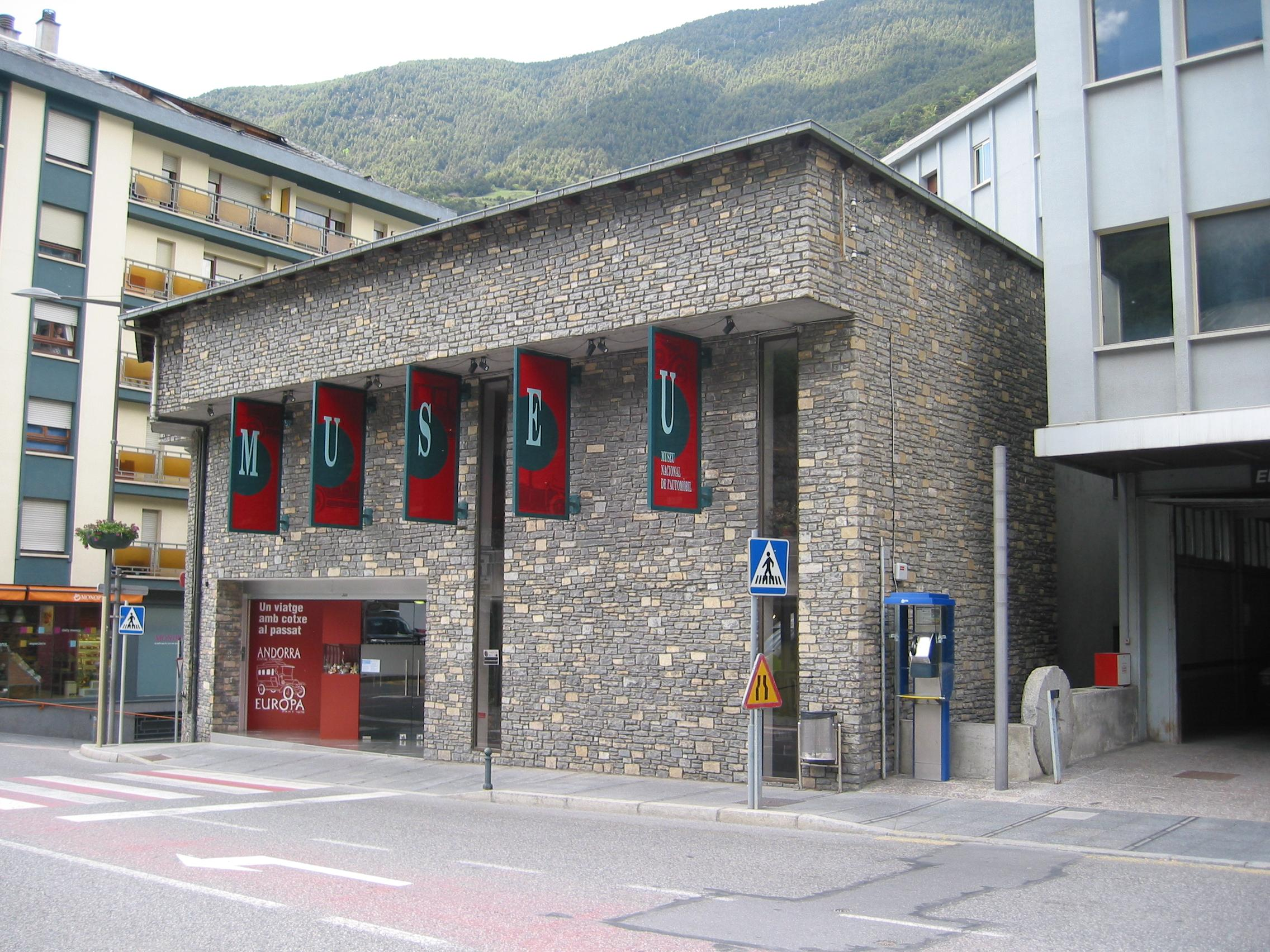
Andorra, Encamp

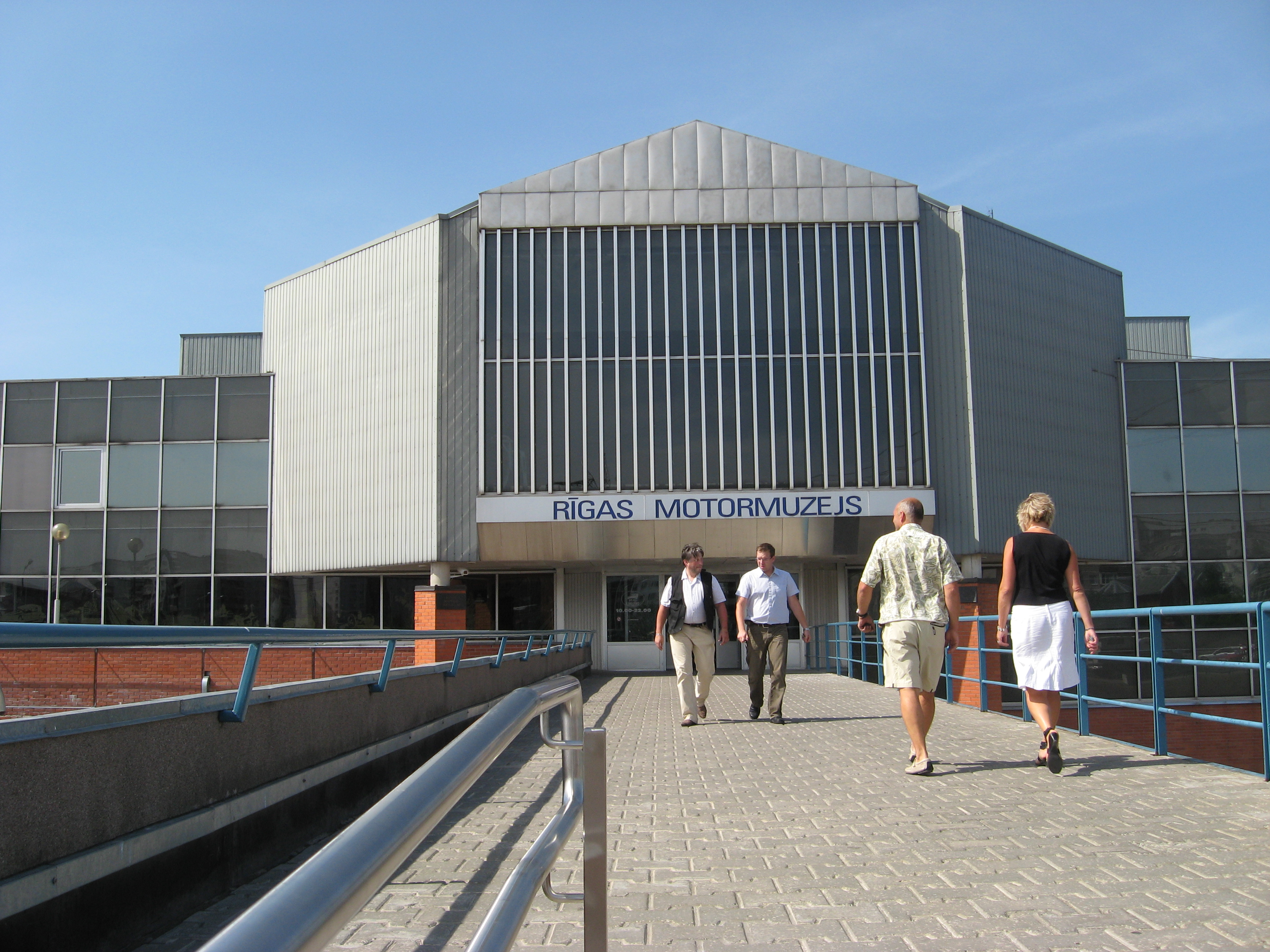
Lettland, Riga

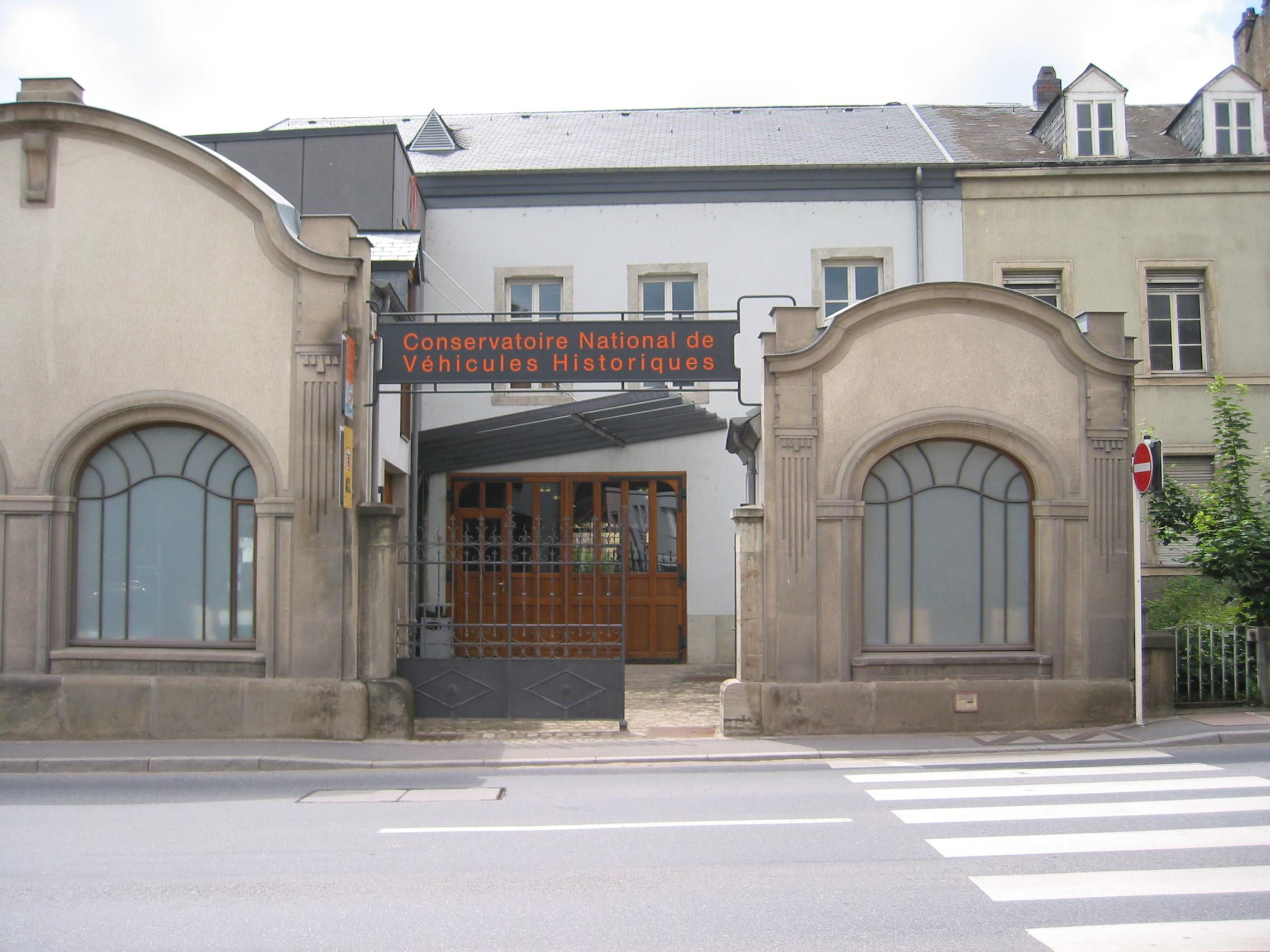
Luxemburg, Diekirch

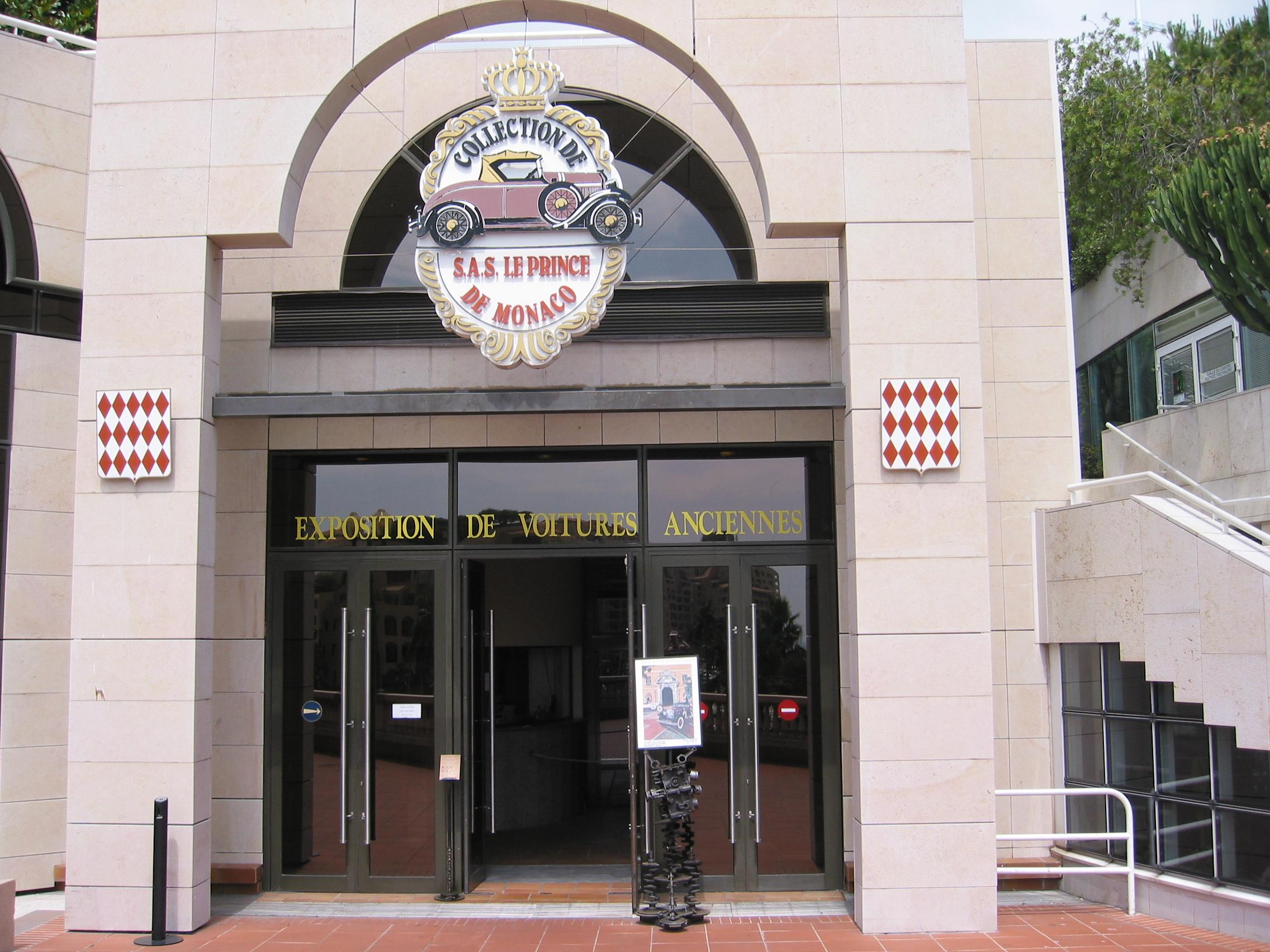
Monaco, Monaco

Diese Liste von Automuseen listet Automuseen nach Staaten sortiert auf. Darunter befinden sich große öffentliche Museen mit festen Öffnungszeiten ebenso wie kleine Privatsammlungen, die teilweise nur nach Vereinbarung geöffnet sind. Daneben gibt es Technikmuseen und andere Museen, die nebenbei ein paar Autos ausstellen.

## Tabellarische Übersicht
Jede Tabelle ist absteigend nach der Anzahl der ausgestellten Personenkraftwagen sortiert, und bei gleicher Anzahl alphabetisch aufsteigend nach Ort. In der Spalte Stand ist das Jahr angegeben, auf das sich die Angaben Anzahl ausgestellter Pkw und Besondere Pkw beziehen. Die Auflistung in der Spalte Besondere Pkw erfolgt alphabetisch.

### Andorra
| Name des Museums                        | Ort    | Beschreibung        | Anzahl ausgestellter Pkw | Stand | Besondere Pkw |
| --------------------------------------- | ------ | ------------------- | ------------------------ | ----- | --- |
| Museu Nacional de l’Automòbil d’Andorra | Encamp | Autos und Fahrräder | 88                       | 2009  | Ailloud & Dumond N 2 1900, Benz Velo 1894, Cartercar OX 1908, Chenard & Walcker TT 1904, Cord 810 1936, DFP A 1913, La Hispano Tipo 24, Morisse 4 1900, Mors SSS 1923, PTV 250 1960, Sears K 1909 und Villeneuve Typ 1 1899 |

### Bulgarien
| Name des Museums | Ort   | Beschreibung | Anzahl ausgestellter Pkw | Stand | Besondere Pkw                                                                      |
| ---------------- | ----- | ------------ | ------------------------ | ----- | ---------------------------------------------------------------------------------- |
| Retro Museum     | Varna | Autos        | ca. 50                   | 2017  | Alle Fahrzeuge auf Zustand 1 renoviert. Mit entsprechender Dekoration aus der Zeit |

### China
| Name des Museums          | Ort              | Beschreibung           | Anzahl ausgestellter Pkw | Stand | Besondere Pkw |
| ------------------------- | ---------------- | ---------------------- | ------------------------ | ----- | --- |
| Tai'an Classic Car Museum | Tai'an           | Autos                  | 300                      | 2013  | Hongqi |
| The Vintage Car Museum    | Huairou, Beijing | Autos                  | 160                      | 2016  | Hongqi |
| Automuseum Shanghai       | Anting, Shanghai | Autos                  | 80                       | 2013  | Austin 7, Chevrolet Corvair Pickup, Hongqi, Nash Metropolitan und Roewe Concept Car                                         |
| Beijing Automuseum        | Beijing          | Autos                  |                          |       | Dongfeng CA71, Hongqi CA72, Oldsmobile R, Rolls-Royce Silver Ghost und Shanghai SH760                                       |
| Hongqi Automuseum         | Changchun        | Autos der Marke Hongqi |                          |       | |
| Sanhe Classic Car Museum  | Chengdu          | Autos                  |                          |       | Auburn 851, BMW 327/28, Lamborghini Jalpa 3500, MG J2, Packard Super Eight, Porsche 356, Studebaker Champion und Talbot M67 |

### Färöer
| Name des Museums   | Ort        | Beschreibung | Anzahl ausgestellter Pkw | Stand | Besondere Pkw |
| ------------------ | ---------- | ------------ | ------------------------ | ----- | ------------- |
| Vatnsoyra Bilasavn | Vatnsoyrar | Autos        |                          |       |               |

### Irland
| Name des Museums                                   | Ort                        | Beschreibung                              | Anzahl ausgestellter Pkw | Stand | Besondere Pkw |
| -------------------------------------------------- | -------------------------- | ----------------------------------------- | ------------------------ | ----- | --- |
| Motor Museum Kilgarvan                             | Kilgarvan im County Kerry  | Autos                                     | 32                       | 2017  | Adler Trumpf Junior 1936, Alvis TD 21 1958, Armstrong Siddeley Lancaster 1946, Austin 10/4 1936, Bentley Mark VI, DKW Sonderklasse 1953, Ford Modell T, Popular und Y, Hillman Minx 1938, Morris Eight 1938 und Oxford 1951, Riley 1 ½ Litre 1955, Rover 14, Vauxhall Victor 1962 und Wolseley Hornet 1931 |
| Mondello Park Museum                               | Naas                       | Rennwagen, einige Pkw                     | 27                       | 2017  | Allard, BMW M1, Chevrolet Corvette, Ford RS200 und Jaguar XK 120 |
| Vintage and Classic Car Collection von Eddie Ferry | Ramelton im County Donegal | Autos, Besichtigung nur nach Vereinbarung | 24                       | 2005  | Austin 10/4 1932, Bentley Mark VI 1952, Daimler DS420 1969, Hillman Minx 1960, Riley 1 ½ Litre RME 1954 und Wolseley 16/60 HP 1966 |
| Museum of Transport                                | Clonmel                    | Autos, Besichtigung nur nach Vereinbarung | 16                       | 2017  | Bentley R-Type Continental 1953, Fiat 503 1927, Ford Consul, Modell A 1930, Prefect, V8 und Y, Morris Ten und Wolseley 4/44 1954 |
| Glenview Folk Museum                               | Ballinamore                | ländliches Museum mit einigen Pkw         | 4                        | 2017  | Audi 100 Coupé, Ford Prefect 1950, Ford Ten und VW Käfer |

### Isle of Man
| Name des Museums               | Ort    | Beschreibung                   | Anzahl ausgestellter Pkw | Stand | Besondere Pkw |
| ------------------------------ | ------ | ------------------------------ | ------------------------ | ----- | --- |
| Isle of Man Motor Museum       | Jurby  | Autos und Motorräder           | 125                      | 2016  | Amphicar 770, Armstrong Siddeley Typhoon 1947, Autech 1990, Continental Mark II, III und IV, Cubitt K 4 1925, Custom Cloud 1975, Lomax, Maserati Quattroporte III 1984, Monica 560, Murena 1970, Stuart 1906 und Turner-Miesse 1903 |
| Jurby Transport Museum         | Jurby  | einige Pkw, mehr Nutzfahrzeuge | 14                       | 2016  | Austin 10/4, BMW Isetta, Ford Modell T, McLaughlin-Buick und Secma |
| Manx Transport Heritage Museum | Peel   | ein Auto                       | 1                        | 2016  | Peel P50 1962 |
| Murray's Motorcycles Museum    | Santon | viele Motorräder, ein Pkw      | 1                        | 2016  | Renault Type ME 1924 |

### Jersey
| Name des Museums                         | Ort     | Beschreibung            | Anzahl ausgestellter Pkw | Stand | Besondere Pkw                             |
| ---------------------------------------- | ------- | ----------------------- | ------------------------ | ----- | ----------------------------------------- |
| The Pallot Steam, Motor & General Museum | Trinity | Technikmuseum mit Autos | 7                        | 2002  | Morris 8 HP Series E und Oxford Series VI |

### Kolumbien
| Name des Museums                  | Ort      | Beschreibung | Anzahl ausgestellter Pkw | Stand | Besondere Pkw |
| --------------------------------- | -------- | ------------ | ------------------------ | ----- | ------------- |
| Museo del Transporte de Antioquia | Medellín |              |                          |       |               |

### Kroatien
| Name des Museums                   | Ort    | Beschreibung | Anzahl ausgestellter Pkw | Stand | Besondere Pkw                                                                                              |
| ---------------------------------- | ------ | ------------ | ------------------------ | ----- | --- |
| Muzej automobila Ferdinand Budicki | Zagreb | Autos        | 11                       | 2013  | Citroën 2 CV, Hillman New Minx 1967–1970, Lada 1600, Opel Olympia Rekord 1954, Peugeot 404 und Zastava 750 |
| Tehnički muzej                     | Zagreb | Autos        | 5                        | 2013  | Hansa 1100 1939, NSU Ro 80 1972 und Renault Type NN                                                        |

### Luxemburg
| Name des Museums                                | Ort      | Beschreibung                                                        | Anzahl ausgestellter Pkw | Stand | Besondere Pkw |
| ----------------------------------------------- | -------- | ------------------------------------------------------------------- | ------------------------ | ----- | --- |
| Conservatoire National de Véhicules Historiques | Diekirch | jährlich wechselnde Ausstellungen, 2022 Thema Urlaub mit Fahrzeugen | 22                       | 2022  | BMW Isetta, Buick 90 1938, Citroën 2 CV, Ami 6 und Traction Avant, Goggomobil, Imperia, Innocenti 950 Sport, NSU 1000, Renault Dauphine, Saab 96, Simca Aronde und Vespa 400 |

### Malta
| Name des Museums                 | Ort                 | Beschreibung                   | Anzahl ausgestellter Pkw | Stand | Besondere Pkw |
| -------------------------------- | ------------------- | ------------------------------ | ------------------------ | ----- | --- |
| The Malta Classic Car Collection | Qawra               | Autos                          | 65                       | 2012  | Austin 1100, Seven, A 40 Somerset und A 55 Cambridge, Borgward Isabella Coupé, Ford Capri, Cortina Lotus, Escort, New Anglia und Gran Torino, Lynx Eventer 1982, Morris Minor, Panhard 24 bt, Pininfarina Spidereuropa 1983, Standard Eight 1943, Sunbeam Alpine und Imp, Triumph 2000, GT 6, Herald, Spitfire und TR 3, Vanden Plas Princess 1100 und Wolseley Hornet Special 1935–1936 |
| Malta Aviation Museum            | Ta’ Qali bei Attard | Flugzeuge und Autos            | 4                        | 2012  | Fiat 500 Topolino 1936, Land Rover 1968 und Standard Ensign Kombi 1957–1963 |
| Hotel Bella Vista                | Qawra               | Hotel mit kleiner Autosammlung | 3                        | 2012  | Chrysler 50 1926–1928, Ford Modell T 1912 und 1923 |

### Monaco
| Name des Museums                            | Ort         | Beschreibung | Anzahl ausgestellter Pkw | Stand | Besondere Pkw |
| ------------------------------------------- | ----------- | ------------ | ------------------------ | ----- | --- |
| La Collection de S.A.S. le Prince de Monaco | Fontvieille | Autos        | 100                      | 2009  | Bellanger A 1 15 CV 1921, Berliet C 2 1907, Cisitalia 202 SC 1950, Facel Vega Facel II 1963, Ghia Jolly 600 Strandwagen 1959, Hispano-Suiza H 6 1928, Hotchkiss 411 1933, Maxwell 16 CV 1924, Napier T 78 1914, Panhard & Levassor Type X19 1913, Rochet-Schneider AK 20 1923, Rosengart LR 4 R 1 1940 und Unic 12 CV 1916 |

### Rumänien
| Name des Museums | Ort      | Beschreibung            | Anzahl ausgestellter Pkw | Stand | Besondere Pkw |
| ---------------- | -------- | ----------------------- | ------------------------ | ----- | ------------- |
| Muzeul Tehnic    | Bukarest | Technikmuseum mit Autos |                          |       |               |

### San Marino
| Name des Museums                    | Ort      | Beschreibung               | Anzahl ausgestellter Pkw | Stand | Besondere Pkw |
| ----------------------------------- | -------- | -------------------------- | ------------------------ | ----- | --- |
| Maranello Rosso - Collezione Abarth | Falciano | Autos der Marke Abarth     | 34                       | 2010  | Abarth-Simca 1300 GT und 2000 GT, Fiat-Abarth 700 Bialbero, 750 Coupé, 850 TC, 1000 Bialbero, Monomille, OT 1300/124 und Sport Spider |
| Maranello Rosso - Museo Ferrari     | Falciano | Autos, Schwerpunkt Ferrari | 25                       | 2010  | ASA 1000 GT, Dino 246 GT 1970, Ferrari 195 Inter, 250 GTO, 275 GTB, 330 GTC, 365 GTB/4, 512 BB und F 40                               |

### Serbien
| Name des Museums | Ort     | Beschreibung         | Anzahl ausgestellter Pkw | Stand | Besondere Pkw |
| ---------------- | ------- | -------------------- | ------------------------ | ----- | --- |
| Muzej automobila | Belgrad | Autos und Motorräder | 62                       | 2013  | Aero 10 1929, Austin-IMV 1300, BMW 503 1956, Charron 3700, Ford Prefect 1949, Lancia Ardea und Lambda, Marot-Gardon Tricycle 1898–1900, NSU-Fiat Neckar 1959–1960, Peugeot 202, 404 und 504, Rover 14, Škoda 6 R III 1929 und Zastava 1300 |

### Slowakei
| Name des Museums          | Ort        | Beschreibung            | Anzahl ausgestellter Pkw | Stand | Besondere Pkw |
| ------------------------- | ---------- | ----------------------- | ------------------------ | ----- | --- |
| Múzeum dopravy Bratislava | Bratislava | Technikmuseum mit Autos | 36                       | 2013  | Ariel Tricycle, De Dion-Bouton 1914, Jawa Minor 1 1941, Praga Golden, Škoda 1000 MB und Octavia, Tatra 12, 52, 57 und 603 Kleinbus, Velorex und Wanderer W 51 |
| Múzeum v Kežmarku         | Kežmarok   | Autos                   |                          |       | |
| Múzeum kolies Etop        | Trenčín    | Räder und Autos         |                          |       | |

### Slowenien
| Name des Museums         | Ort    | Beschreibung            | Anzahl ausgestellter Pkw | Stand | Besondere Pkw |
| ------------------------ | ------ | ----------------------- | ------------------------ | ----- | --- |
| Tehniški Muzej Slovenije | Bistra | Technikmuseum mit Autos | 53                       | 2013  | Austro-Daimler 14/35 PS 1914, Buchet ca. 1911, Cimos Dyane 1977, Citroën B 2 und C 4, Daimler DE 36 Majestic 1950, Fiat 514, Litostroj-Renault 8 1970, Packard Twelve Series 15 1937, ZIS-115 1954, Steyr Typ XII 1926, Tomos 2 CV 4 und Ami 6, Wanderer 5/15 PS Typ W 4 1921, Zastava 101, 600 und Campagnola |

### Südafrika
| Name des Museums    | Ort          | Beschreibung | Anzahl ausgestellter Pkw | Stand | Besondere Pkw |
| ------------------- | ------------ | ------------ | ------------------------ | ----- | ------------- |
| Wijnland Automuseum | Kraaifontein | Autos        |                          |       |               |

### Vatikanstadt
| Name des Museums                                                            | Ort          | Beschreibung              | Anzahl ausgestellter Pkw | Stand | Besondere Pkw                                                                                         |
| --------------------------------------------------------------------------- | ------------ | ------------------------- | ------------------------ | ----- | --- |
| Musei Vaticani, Museo Storico Vaticano, Abteilung Padiglione delle Carrozze | Vatikanstadt | 14 Kutschen, einige Autos | 6                        | 2012  | Graham-Paige 837 1929, Mercedes-Benz G-Klasse, Santana, Citroën – Lictoria C6 und Toyota Land Cruiser |

### Vereinigte Staaten
| Name des Museums                                       | Ort                              | Beschreibung                                                  | Anzahl ausgestellter Pkw | Stand | Besondere Pkw |
| ------------------------------------------------------ | -------------------------------- | ------------------------------------------------------------- | ------------------------ | ----- | --- |
| Gilmore Car Museum                                     | Hickory Corners, Michigan        | Autos und Motorräder                                          | 300                      |       | |
| National Automotive & Truck Museum                     | Auburn, Indiana                  | Autos                                                         | 200                      |       | |
| Tupelo Automobile Museum                               | Tupelo, Mississippi              | Autos                                                         | 100–150                  | 2019  | Tucker Torpedo |
| Auburn Cord Duesenberg Automobile Museum               | Auburn, Indiana                  | Autos                                                         | 100                      |       | |
| Petersen Automotive Museum                             | Los Angeles, Kalifornien         | Autos                                                         | etwa 100                 | 2019  | |
| Simeone Foundation Automotive Museum                   | Philadelphia, Pennsylvania       | Rennwagen Rennsportwagen                                      | 65                       | 2019  | Duesenberg 183 Team car (1921, Joe Boyer), Alfa Romeo 8C 2900A (2. an der Mille Miglia 1937) |
| Early Ford V-8 Foundation Museum                       | Auburn, Indiana                  | Autos                                                         | 25                       |       | |
| America On Wheels                                      | Allentown, Pennsylvania          | Motorräder, Autos                                             |                          | 2017  | |
| National Corvette Museum                               | Bowling Green, Kentucky          | Autos                                                         |                          |       | |
| Blackhawk Museum                                       | Danville, Kalifornien            | Autos                                                         |                          |       | |
| National Automobile Museum / William Harrah Collection | Reno, Nevada                     | Autos                                                         |                          |       | |
| Henry Ford Museum                                      | Dearborn, Michigan               | Autos, Lkw und Motorräder                                     |                          |       | |
| Lane Motor Museum                                      | Nashville, Tennessee             | Autos                                                         |                          |       | |
| Stahls Automotive Collection                           | New Baltimore, Michigan          | Autos                                                         |                          |       | |
| The Frick Car & Carriage Museum                        | Pittsburgh, Pennsylvania         | Autos                                                         |                          |       | |
| Boyertown Museum of Historic Vehicles                  | Boyertown, Pennsylvania          | Autos, Kutschen                                               |                          | 2019  | gegründet 1965. Teilweise untergebracht in ehemaligen Anlagen der Boyertown Auto Body Works. 1908 Pullman, Fegely’s Reading Diner (1938), Sunoco Tankstelle (1921), Kutschen von Swinehart. |
| Academy of Art University Automobile Museum            | San Francisco, Kalifornien       | Autos                                                         |                          | 2019  | |
| Fountainhead Antique Auto Museum                       | Fairbanks, Alaska                | Autos Motoring in Alaska historische Mode                     | etwa 85                  | 2019  | Schwergewicht auf Fahrzeuge vor 1920 (ca. 2/3 des Bestands). Das Museum zeigt Raritäten wie Argo, Argonne, Columbia Mark XIX, McFarlan 125, und die einzigen noch existierenden Hay (1898), Heine-Velox und Sheldon.                                                                                  |
| Nethercutt Collection                                  | Sylmar, Los Angeles, Kalifornien | Autos, antike Möbel, Musikboxen, mechanische Musikinstrumente |                          | 2019  | Duesenberg SJ "Twenty Grand" |
| Studebaker National Museum                             | South Bend, Indiana              | Autos                                                         |                          |       | |
| Seal Cove Auto Museum                                  | Mount Desert Island, Maine       | Autos und Motorräder                                          | 50+                      | 2019  | Das Museum hat sich nach eigenen Angaben auf Fahrzeuge zwischen 1895 und 1917 spezialisiert. Es zeigt Raritäten wie Crane-Simplex, F.R.P. Model 45, Thomas Flyer oder Kimball Electric, zudem Dampfwagen von Stanley, Locomobile und White sowie sehr alte Motorräder (Merkel, F.N., Indian, Pierce). |
| Volkylandia Volkswagen Museum                          | Yauco, Puerto Rico               | Autos                                                         |                          |       | |
| Ypsilanti Automotive Heritage Museum                   | Ypsilanti, Michigan              | Autos                                                         |                          |       | |